# Palaeoplatypygus zaitzevi
Palaeoplatypygus zaitzevi is een fossiele vliegensoort uit de familie van de Mythicomyiidae, die voorkwam in het Jura. De wetenschappelijke naam van de soort is voor het eerst geldig gepubliceerd in 1985 door Kovalev in Kalugina & Kovalev.